# (3248) Farinella
(3248) Farinella es un asteroide perteneciente al cinturón exterior de asteroides descubierto el 21 de marzo de 1982 por Edward L. G. Bowell desde la Estación Anderson Mesa, en Flagstaff, Estados Unidos.

## Designación y nombre
Farinella se designó inicialmente como 1982 FK.
Más adelante, en 1987, fue nombrado en honor del astrónomo italiano Paolo Farinella (1953-2000).

## Características orbitales
Farinella orbita a una distancia media del Sol de 3,206 ua, pudiendo alejarse hasta 3,697 ua y acercarse hasta 2,715 ua. Tiene una excentricidad de 0,1532 y una inclinación orbital de 10,85 grados. Emplea 2097 días en completar una órbita alrededor del Sol.

## Características físicas
La magnitud absoluta de Farinella es 10,7. Tiene un periodo de rotación de 6,676 horas y un diámetro de 37,49 km. Se estima su albedo en 0,066. Farinella está asignado al tipo espectral D de la clasificación SMASSII.